# René Vandereycken
René Vandereycken né le 22 juillet 1953 à Spalbeek (Hasselt) est un footballeur belge reconverti en entraîneur de football.
Son style de jeu engagé et sec sur l'homme, lui valut le surnom de "Mighty René" (René-le-Vilain).

## Biographie
Débutant dans le club de sa ville natale, le Sporting Spalbeek, René Vandereycken a principalement joué comme milieu de terrain au FC Bruges et au RSC Anderlecht. Avec ces deux clubs, il remporte six fois le championnat de Belgique. Avec les Brugeois, il va en finale de la Coupe d'Europe des Clubs Champions en 1978.
Entre 1975 et 1986, il joue 50 matchs avec les Diables Rouges et marqué 3 buts dont celui de la finale perdue de l'Euro 1980.
Vandereycken se reconvertit en entraîneur en 1989. Il dirige les joueurs des principales équipes du championnat belge : le KAA La Gantoise, le Standard de Liège, le RWD Molenbeek, le RSC Anderlecht ou le KRC Genk.
Il entraîne à partir de décembre 2005 l'équipe nationale de Belgique. Après des débuts prometteurs lors de matchs amicaux, il démarre la campagne de qualification pour l'Euro 2008 par un nul vierge contre le Kazakhstan qui marque le début d'une campagne loupée.
René Vandereycken, connaisseur de football et stratège, est souvent pénalisé par son fort caractère : il est têtu et doit composer dans un climat très pessimiste quant aux chances de qualification de la Belgique[réf. nécessaire]. Il a considérablement rajeuni l'équipe, mais les résultats ne suivent pas.
Non qualifié pour l'Euro, il conserve, contre toute attente, son poste en vue des qualifications pour la Coupe du monde 2010. Mais deux défaites consécutives contre la Bosnie-Herzégovine (2-4 à domicile, puis 1-2 à l'extérieur) éliminent prématurément la Belgique. À la suite de ces résultats, il est démis de ses fonctions le 7 avril 2009.

## Palmarès de joueur
- International belge de 1975 et 1986 (50 sélections et 3 buts marqués)
- Finaliste de l'Euro 1980 (4 matches et auteur du but de la Belgique en finale)
- Finaliste de la Coupe d'Europe des Clubs champions 1978 avec le FC Bruges
- Finaliste de la Coupe de l'UEFA en 1976 avec le FC Bruges et en 1984 avec le RSC Anderlecht
- Champion de Belgique en 1976, 1977, 1978 et 1980 avec le FC Bruges, en 1985 et 1986 avec le RSC Anderlecht
- Vainqueur de la Coupe de Belgique en 1977 avec le FC Bruges

## Palmarès d'entraîneur
- Entraîneur de l'année en 1991 avec KAA La Gantoise

## Bilan comme sélectionneur des Diables Rouges
| Compétition                       | Matchs Joués | Victoires | Nuls | Défaites | Buts marqués | Buts encaissés |
| --------------------------------- | ------------ | --------- | ---- | -------- | ------------ | -------------- |
| Éliminatoires Euro 2008           | 14           | 5         | 3    | 6        | 14           | 16             |
| Éliminatoires Coupe du monde 2010 | 6            | 2         | 1    | 3        | 10           | 11             |
| Matches amicaux                   | 10           | 3         | 3    | 4        | 13           | 17             |
| Total                             | 30           | 10        | 7    | 13       | 37           | 44             |